# Cupa Arabă FIFA
Cupa Arabă FIFA (în arabă كأس العرب), sau pur și simplu Cupa Arabă, este o competiție internațională de fotbal pentru echipele naționale masculine care fac parte din Uniunea Asociațiilor Arabe de Fotbal (UAFA), organul de conducere al fotbalului pentru țările din lumea arabă. 
Ediția inaugurală a campionatului a fost în 1963, desfășurată în Liban, care a fost câștigată de Tunisia. După ce s-a jucat în 1964 și 1966, Cupa Arabă a fost oprită aproape 20 de ani, înainte de a fi reluată în 1985. Turneul s-a mai jucat de cinci ori până în 2012, ultima competiție organizată de UAFA. Ediția 2021 va fi prima organizată de FIFA.

## Istoric
Federația Libaneză de Fotbal (LFA) a fost prima care a cerut înființarea turneului, prin președintele lor Georges Dabbas, care a cerut organizarea unei adunări generale arabe în 1962 pentru organizarea Cupei Arabe. Prima Cupa Arabă a avut loc la Beirut între aprilie și mai 1963, cu participarea a cinci echipe.
În timpul pauzei de 16 ani dintre 1966 și 1982, Cupa Arabă a fost înlocuită de facto de Cupa Palestinei, care a avut loc de trei ori în anii 1970, apoi a devenit un turneu de tineret după revenirea Cupei Arabe în anii 1980. Cupa arabă 1992 a fost organizată ca parte a Jocurile Pan Arabe din 1992.
Ediția 2021 va fi prima ediție care va fi organizată de către FIFA, competiția a fost redenumită Cupa Arabă FIFA.

## Câștigătoare și Finaliste
| Echipa Națională | Campioni                   | Finaliști            |
| ---------------- | -------------------------- | -------------------- |
| Irak             | 4 (1964, 1966, 1985, 1988) | –                    |
| Arabia Saudită   | 2 (1998, 2002)             | 1 (1992)             |
| Tunisia          | 1 (1963)                   | 1 (2021)             |
| Egipt            | 1 (1992)                   | –                    |
| Maroc            | 1 (2012)                   | –                    |
| Algeria          | 1 (2021)                   | –                    |
| Siria            | –                          | 3 (1963, 1966, 1988) |
| Libia            | –                          | 2 (1964, 2012)       |
| Bahrain          | –                          | 2 (1985, 2002)       |
| Qatar            | –                          | 1 (1998)             |

## Finale
| Mare | Campioană | Scor | Finalistă | Mică | Locul 3 | Scor | Locul 4 |
| ---- | --------- | ---- | --------- | ---- | ------- | ---- | ------- |

|      |         |       |         |  |       |       |       |
| 2021 | Algeria | 2 - 0 | Tunisia |  | Qatar | 0 - 0 | Egipt |

| Mare | Campioană | Scor | Finalistă | Mică | Locul 3 | Scor | Locul 4 |
| ---- | --------- | ---- | --------- | ---- | ------- | ---- | ------- |

| 2012 | Maroc                                                                          | 1 - 1                                                                          | Libia                                                                          | 2012                                                                           | Irak                                                                           | 1 - 0                                                                          | Arabia Saudită                                                                 |
| 2009 | Ediție anulată în timpul calificărilor din lipsă de sponsor                    | Ediție anulată în timpul calificărilor din lipsă de sponsor                    | Ediție anulată în timpul calificărilor din lipsă de sponsor                    | Ediție anulată în timpul calificărilor din lipsă de sponsor                    | Ediție anulată în timpul calificărilor din lipsă de sponsor                    | Ediție anulată în timpul calificărilor din lipsă de sponsor                    | Ediție anulată în timpul calificărilor din lipsă de sponsor                    |
| 2002 | Arabia Saudită                                                                 | 1 - 0                                                                          | Bahrain                                                                        | 2002                                                                           | Iordania                                                                       |                                                                                | Maroc                                                                          |
| 1998 | Arabia Saudită                                                                 | 3 - 1                                                                          | Qatar                                                                          | 1998                                                                           | Kuweit                                                                         | 4 - 1                                                                          | Emiratele Arabe                                                                |
| 1992 | Egipt                                                                          | 3 - 2                                                                          | Arabia Saudită                                                                 | 1992                                                                           | Kuweit                                                                         | 2 - 1                                                                          | Siria                                                                          |
| 1988 | Irak                                                                           | 1 - 1                                                                          | Siria                                                                          | 1988                                                                           | Egipt                                                                          | 2 - 0                                                                          | Iordania                                                                       |
| 1985 | Irak                                                                           | 1 - 0                                                                          | Bahrain                                                                        | 1985                                                                           | Arabia Saudită                                                                 | 0 - 0                                                                          | Qatar                                                                          |
| 1982 | Ediție anulată în timpul calificărilor din cauza războiului din Liban din 1982 | Ediție anulată în timpul calificărilor din cauza războiului din Liban din 1982 | Ediție anulată în timpul calificărilor din cauza războiului din Liban din 1982 | Ediție anulată în timpul calificărilor din cauza războiului din Liban din 1982 | Ediție anulată în timpul calificărilor din cauza războiului din Liban din 1982 | Ediție anulată în timpul calificărilor din cauza războiului din Liban din 1982 | Ediție anulată în timpul calificărilor din cauza războiului din Liban din 1982 |
| 1966 | Irak                                                                           | 2 - 1                                                                          | Siria                                                                          | 1966                                                                           | Libia                                                                          | 6 - 1                                                                          | Liban                                                                          |
| 1964 | Irak                                                                           | 7p - 6p                                                                        | Libia                                                                          | 1964                                                                           | Kuweit                                                                         | 3p - 3p                                                                        | Liban                                                                          |
| 1963 | Tunisia                                                                        | 8p - 6p                                                                        | Siria                                                                          | 1963                                                                           | Liban                                                                          | 4p - 2p                                                                        | Kuweit                                                                         |

## Gazde
| Țări           | De câte ori | Turnee     | Țări     | De câte ori | Turnee | Țări  | De câte ori | Turnee |
| -------------- | ----------- | ---------- | -------- | ----------- | ------ | ----- | ----------- | ------ |
| Kuweit         | 2           | 1964, 2000 | Liban    | 1           | 1963   | Siria | 1           | 1992   |
| Arabia Saudită | 2           | 1985, 2012 | Irak     | 1           | 1966   |       |             |        |
| Qatar          | 2           | 1998, 2021 | Iordania | 1           | 1988   |       |             |        |

## Sumar
| Naționale din zona AFC |   |   |    |   |    |   |    |    |    |    |
| Arabia Saudită         | • | • | •  | 3 | G  | 2 | 1  | 1  | 4  | G  |
| Bahrain                | • | • | G  | 2 | G  | • | •  | 2  | G  | G  |
| Emiratele Arabe Unite  | • | • | •  | • | •  | • | 4  | •  | •  | QF |
| Iordania               | G | G | G  | G | 4  | G | G  | SF | •  | QF |
| Irak                   | • | 1 | 1  | 1 | 1  | • | •  | •  | 3  | G  |
| Kuweit                 | 4 | 3 | G  | • | G  | 3 | 3  | G  | G  | •  |
| Liban                  | 3 | 4 | 4  | • | G  | • | G  | G  | G  | G  |
| Oman                   | • | • | G  | • | •  | • | •  | •  | •  | QF |
| Palestina              | • | • | G  | • | •  | G | •  | G  | G  | G  |
| Qatar                  | • | • | •  | 4 | •  | • | 2  | •  | •  | 3  |
| Siria                  | 2 | • | 2  | • | 2  | 4 | G  | G  | •  | G  |
| Yemen                  | • | • | G  | • | •  | • | •  | G  | G  | •  |
| Naționale din zona CAF |   |   |    |   |    |   |    |    |    |    |
| Algeria                | • | • | •  | • | G  | • | G  | •  | •  | 1  |
| Egipt                  | • | • | •  | • | 3  | 1 | G  | •  | G  | 4  |
| Libia                  | • | 2 | 3  | • | •  | • | G  | •  | 2  | •  |
| Maroc                  | • | • | •  | • | •  | • | G  | SF | 1  | QF |
| Mauritania             | • | • | •  | G | •  | • | •  | •  | •  | G  |
| Sudan                  | • | • | •  | • | •  | • | G  | G  | G  | G  |
| Tunisia                | 1 | • | •  | • | G  | • | •  | •  | •  | 2  |
| Total                  | 5 | 5 | 10 | 6 | 10 | 6 | 12 | 10 | 11 | 16 |

## Medalii
| Zona         | 1  | 2  | 3 | Total |
| ------------ | -- | -- | - | ----- |
| AFC - Asia   | 6  | 7  | 7 | 20    |
| CAF - Africa | 4  | 3  | 2 | 9     |
| Total        | 10 | 10 | 9 | 29    |

## Clasament
| Turneu | 1st | 2nd | 3rd | 4th | Turneu | 1st | 2nd | 3rd | 4th | Turneu | 1st | 2nd | 3rd | 4th |

| 2021 | Algeria        | Tunisia | Qatar          | Egipt                 |      |                |         |          |          |      |       |                |        |                |
| 1998 | Arabia Saudită | Qatar   | Kuweit         | Emiratele Arabe Unite | 2000 | Arabia Saudită | Bahrain | Iordania | Maroc    | 2012 | Maroc | Libia          | Irak   | Arabia Saudită |
| 1985 | Irak           | Bahrain | Arabia Saudită | Qatar                 | 1988 | Irak           | Siria   | Egipt    | Iordania | 1992 | Egipt | Arabia Saudită | Kuweit | Siria          |
| 1963 | Tunisia        | Siria   | Liban          | Kuweit                | 1964 | Irak           | Libia   | Kuweit   | Liban    | 1966 | Irak  | Siria          | Libia  | Liban          |

## Top Medalii
| Locul | Naționala      |   |   |   |   |
| ----- | -------------- | - | - | - | - |
| 1     | Irak           | 4 | - | 1 | 5 |
| 2     | Arabia Saudită | 2 | 1 | 1 | 4 |
| 3     | Tunisia        | 1 | 1 | - | 2 |
| 4     | Egipt          | 1 | - | 1 | 2 |
| 5     | Algeria        | 1 | - | - | 1 |
| 6     | Maroc          | 1 | - | - | 1 |
| 7     | Siria          | - | 3 | - | 3 |
| 8     | Libia          | - | 2 | 1 | 3 |
| 9     | Bahrain        | - | 2 | - | 2 |
| 10    | Qatar          | - | 1 | 1 | 2 |
| 11    | Kuweit         | - | - | 3 | 3 |
| 12    | Iordania       | - | - | 1 | 1 |
| 13    | Liban          | - | - | 1 | 1 |